# الكفر الجديد (كفر الشيخ)
قرية الكفرالجديد هي إحدى القرى التابعة لمركز كفر الشيخ في محافظة كفر الشيخ في جمهورية مصر العربية. حسب إحصاءات سنة 2006، بلغ إجمالي السكان في الكفرالجديد 6650 نسمة، منهم 3350 رجل و3300 امرأة.